# استعداد للدفع

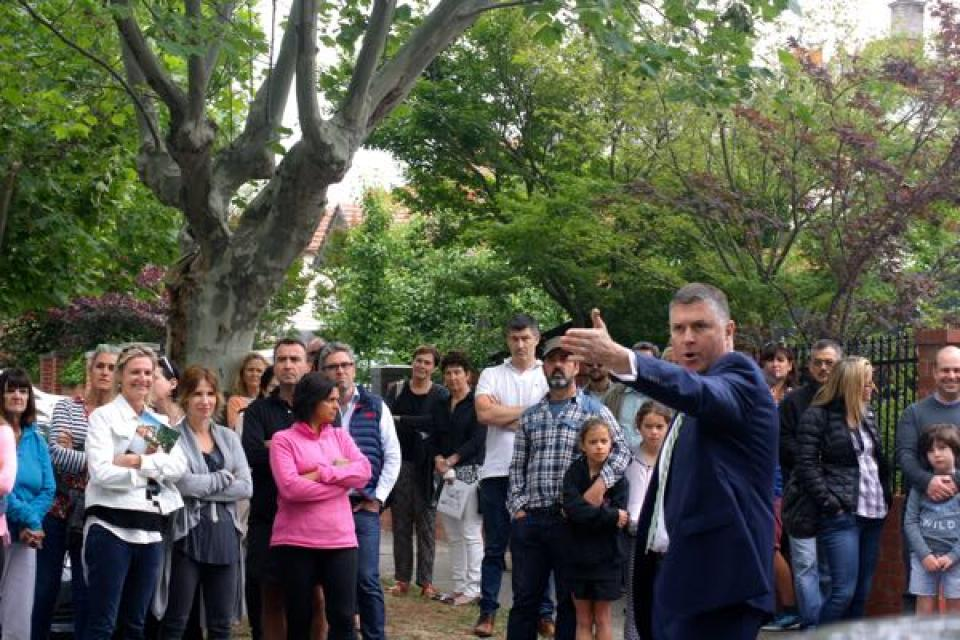

استعداد للدفع (الانجليزية Willingness to pay أو WTP) هو السعر الأقصى الذي سوف يستطيع شخص ما أداءه من أجل شراء منتج معين.
يعتبر بعض الباحثين أن الاستعداد للدفع عبارة عن مجموعة. ويتعلق الاستعداد لدفع بالسياق فيعتبر حساسا لذلك. على سبيل المثال، يميل المستهلكون إلى دفع المزيد من أجل المشروبات الغازية في فندق فخم مقارنة بحانة على الشاطئ أو متجر محلي.

## قياس
دقة قياس استعداد المستهلكين  للدفع يحسم في قرار ثمن المنتج أو الخدمة ويعد قرارا حاسما في صياغة الاستراتيجيات التنافسية وإجراء مراجعة وتطوير المنتجات جديدة.